# Abdur Rahmán Mómand
Abdur Rahmán Mómand (paštunsky عبدالرحمان مومند‎) známý též jako Rahmán Bábá (paštunsky رحمان بابا‎) byl súfijský a paštúnský básník. Rahmán Bábá je mezi paštúny jedním z nejuznávanějších a nejoblíbenějších básníků vůbec. Někteří vzdělaní Paštúni se často ve svých projevech nechají inspirovat jeho citacemi.

## Život
Rahmán Bábá se narodil v roce 1650 ve vesničce Bahádar nedaleko Pešávaru v chudé rodině kmene Mómand. V mládí studoval súfismus, což ovlivnilo celý jeho život. Rahman Bábá žil asketickým životem a odmítal hmotné statky. Většina jeho básní je napsaná v jeho rodném jazyce paštu. Jeho nejvýznamnější dílo Díván obsahuje 343 básní.

## Smrt
Rahmán Bába zemřel v roce 1715. Jeho hrobka se nachází nedaleko Pešávaru a je často místem setkání novodobých básníků a mystiků.